# Школа Лувра
Школа Лувра (фр. École du Louvre) — высшее учебное заведение, расположенное в Луврском дворце в Париже, Франция. Она посвящена изучению археологии, истории искусства, антропологии и эпиграфики.
Приём в Школу Лувра осуществляется на конкурсном основе: вступительном экзамене после окончания средней школы, хотя абитуриенты также могут подать заявку после двух-трех лет обучения в университете по предметам истории, классической литературы, географии, философии и истории искусства . Школа предлагает программу бакалавриата, магистратуры и докторантуры, а также класс подготовки к вступительным экзаменам на государственную службу.

## История
Школа Лувра была создана в 1882 году с целью извлекать знания из коллекций музея, обучать кураторов, исследователей и археологов. Первоначально школа была посвящена археологии, но вскоре расширилась до смежных дисциплин, таких как история искусства, антропология и древние языки.
Школа была создана в контексте расширения высшего образования в Европе, и во Франции в частности, что нашло отражение в предоставлении лекций для широкой публики в дополнение к предоставлению образования студентам.
В 1920 году в школе был создан общий курс истории искусств, который стал основой учебного плана. Этот курс развивался в аспирантуре в течение следующих лет.
В 1927 году школа стала новаторской, создав уникальную кафедру музееведения, первую в мире.

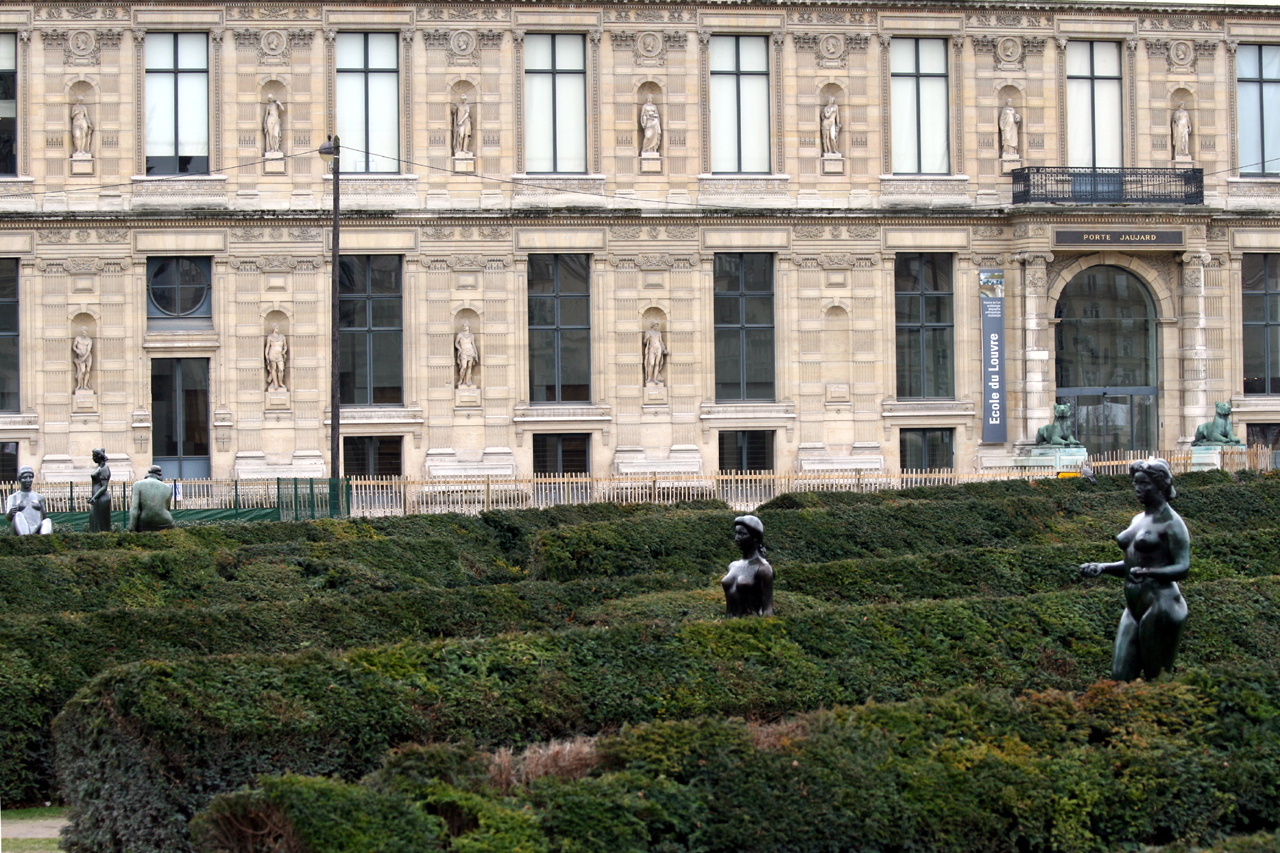
Фасад школы Лувра.

По состоянию на 2006 год школа Лувра соответствует Болонскому процессу и предлагает степень бакалавра через три года обучения, степень магистра через два года обучения и степень исследователя через три года обучения. Она также предоставляет подготовительные классы для некоторых экзаменов на государственную службу, а также конференции для более широкой аудитории. Всего здесь работает около 700 преподавателей.
Студенты проходят основной курс под названием «Всеобщая история искусства». Лекции проводятся в амфитеатре, а учебные пособия предоставляются в различных музеях.
Первый курс посвящен античности, с акцентом на доисторическую, классическую и восточную археологию.
Второй курс посвящен истории искусства и археологии незападного мира, а также изучению эпохи средневековья и возрождения.
Последний курс посвящен истории искусства в Новое время, а также искусству Африки и Океании, включая антропологию.

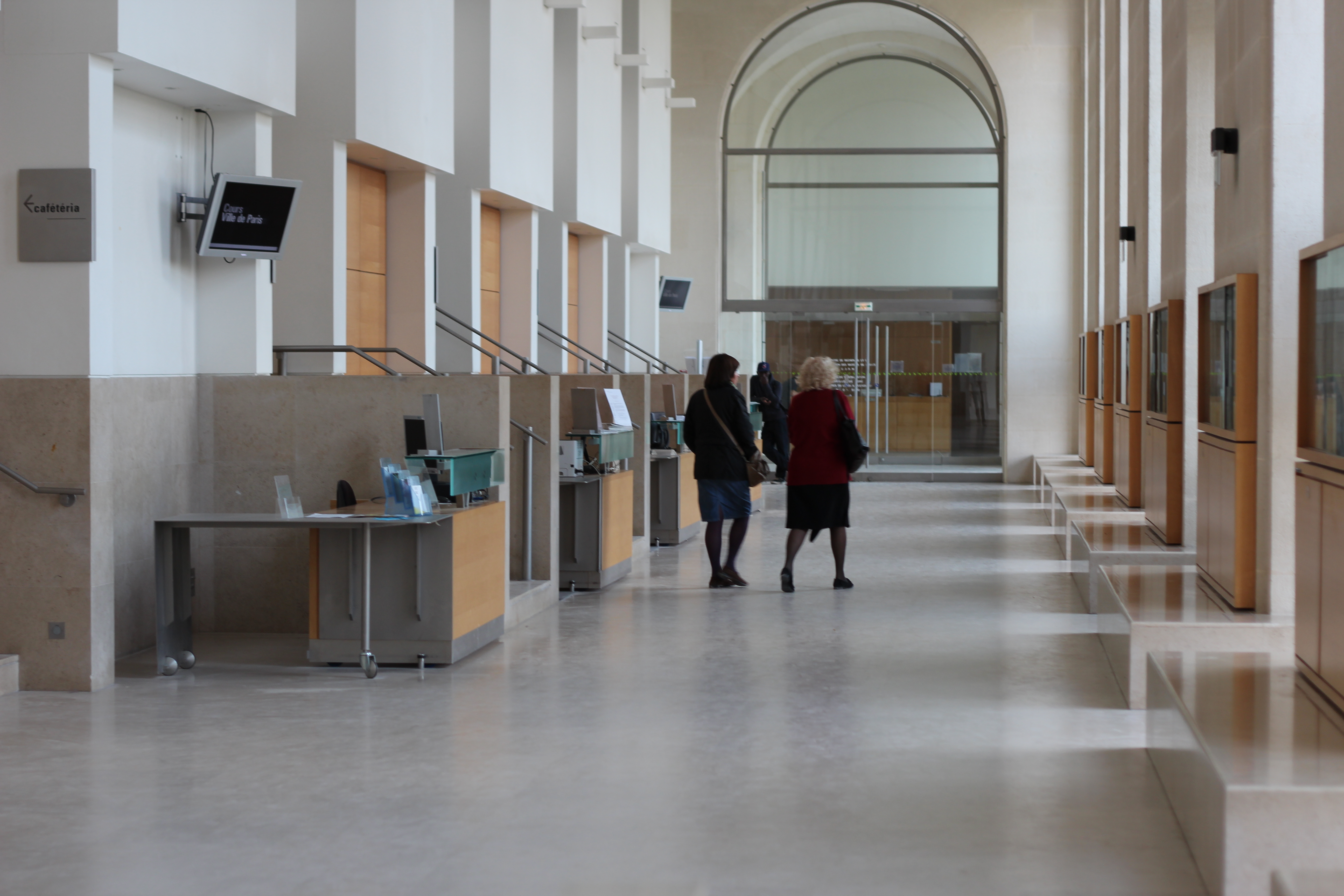
Вестибюль школы Лувра.

В дополнение к основному курсу, на первом курсе студенты выбирают специализацию для изучения в течение всего срока обучения, известную как cours organiques или spé. В настоящее время существует 31 специализация, среди них живопись, графика, скульптура, гравюра, мебель, архитектура, промышленный дизайн, кино, мода, фотография. Студенты также проходят курсы эпиграфики, нумизматики или современных языков.
Магистратура рассчитана на два года. На первом курсе студенты изучают музееведение и методы исследования. В конце второго курса студенты представляют магистерскую диссертацию, посвященную исследованиям и опыту работы.
Школа Лувра имеет соглашение по обмену с Монреальским университетом в Квебеке, Венетским научным институтом, Университетом искусств в Венеции, Италия, и Гейдельбергским университетом в Германии. В октябре 2014 года была объявлена новая магистерская программа с двойным дипломом между Ecole du Louvre и Sciences Po.
Школа Лувра обладает одной из крупнейших коллекций по истории искусств и археологии, которая доступна для ученых и студентов, кроме того, она регулярно публикует книги, учебные пособия и научные исследования, часто совместно с внешним издательством.